# Sherwood Pictures
Sherwood Pictures é uma empresa de produção cinematográfica independente norte-americana de filmes relacionados ao cristianismo evangélico, sediada na cidade de Albany, Georgia, Estados Unidos. É incomum entre as empresas de produção na medida em que é um ministério da Igreja Batista de Sherwood. A empresa utiliza em sua maioria voluntários em suas produções.
Primeiro filme da empresa foi Flywheel (2003), mas é mais conhecida por Facing the Giants (2006), Fireproof (2008), o filme independente de maior bilheteria do ano, e Courageous (2011).

## História
Sherwood Pictures foi fundada em 2003 por Alex Kendrick, o pastor associado de mídia para a Igreja Batista de Sherwood, com US$ 20 mil em doações. Em 2003, lançou seu primeiro filme Flywheel em apenas um cinema, mas este último foi um sucesso nas vendas de DVD.  Seus outros filmes, Facing the Giants lançado em 2006, Fireproof lançado em 2008 e Courageous lançado em 2011, foram lançados em todo o país e foram um sucesso de bilheteria.
Em 2013, Alex Kendrick e seus dois irmãos deixaram o departamento de Sherwood Pictures para fundar a produtora Kendrick Brothers. 